# Кросно (Познанський повіт)
Кросно (пол. Krosno, нім. Altkirch) — село в Польщі, у гміні Мосіна Познанського повіту Великопольського воєводства.
Населення — 1885 осіб (2011).
У 1975-1998 роках село належало до Познанського воєводства.

## Демографія
Демографічна структура станом на 31 березня 2011 року:
|          | Загалом | Допрацездатний вік | Працездатний вік | Постпрацездатний вік |
| -------- | ------- | ------------------ | ---------------- | -------------------- |
| Чоловіки | 918     | 242                | 629              | 47                   |
| Жінки    | 967     | 224                | 626              | 117                  |
| Разом    | 1885    | 466                | 1255             | 164                  |